# Jægerkorpset
O Jægerkorpset (Corpo de Caçadores) é uma força de operações especiais do Exército Real Dinamarquês, da parte do Comando de Operações Especiais (SOKOM), com sede na Base Aérea de Aalborg.

## História
O Jægerkorpset tem suas origens em 1785, quando o corpo foi formado com o nome de  "Corpo de Caçadores da Zelândia". Enfrentando ameaças emergentes da Suécia, Prússia e Grã-Bretanha, a Dinamarca então resolveu criar uma força de infantaria leve, formada por caçadores e lenhadores. O corpo existia em várias formas até que foi refeito em sua forma atual em 1961. Ao longo da Guerra Fria a principal tarefa dos caçadores era uma unidade de reconhecimento de longo alcance, com amplo renome por suas habilidades em operações de paraquedas. Na era pós-Guerra Fria, os Jaegers foram implantados pela primeira vez em 1995, em Sarajevo, com uma equipe de contra-atiradores composta por seis homens.
Após o 11 de setembro da Guerra ao Terrorismo, os Jaegers foram modernizados para melhor enfrentar a crescente ameaça do terrorismo global. Como tal, os Jaegers aumentaram sua proficiência em habilidades de contraterrorismo, enquanto ainda mantinham sua excelência em operações de reconhecimento.
Em 2002, os Jaegers foram enviados ao Afeganistão como parte da contribuição dinamarquesa (Grupo de Trabalho Ferret) para a Força-Tarefa K-Bar, junto com o Corpo Frogman. Durante essas operações, os Jaegers participaram de missões de reconhecimento, observações, captura de alvos de alto valor e ataques de ação direta às posições do Talibã e da Al-Qaeda. Como parte da Força-Tarefa K-Bar, o Jægerkorpset recebeu a Citação Presidencial de Unidade dos Estados Unidos em 7 de dezembro de 2004 por seus esforços como parte da força-tarefa de operações especiais conjuntas no Afeganistão.
O primeira morte em combate de um Jaeger ocorreu em 2013 numa explosão no Afeganistão. Quatro Jaegers já haviam morrido durante acidentes de treinamento.

## Seleção e treinamento
O percurso seletivo para se tornar um Jaeger é muito exigente, tanto mental como fisicamente. Para ser aceito no Corpo, o candidato deve preencher o seguinte:
- Pré-curso 1 (5 dias)

Apresenta ao candidato os assuntos abordados no curso de patrulha e identifica as áreas em que o candidato deve melhorar (orientação, natação, etc.).
- Pré-curso 2 (2 dias)

Mais treinamento e avaliação nos mesmos assuntos do pré-cruso 1.
- Pré-curso 3 (2 dias)

Mais treinamento e avaliação nos mesmos assuntos do pré-cruso 1, mas com maior rigidez.
- Curso de patrulha (2 semanas)[1]

Medicina básica, demolição e tiro ao alvo, usando eventos básicos de treinamento de ação direta e reconhecimento especial para avaliar os candidatos. Este curso deve ser concluído em um nível satisfatório para continuar ao curso de aspirante.
- Curso de seleção (8 semanas)[1]

Os candidatos recebem treinamento em violação avançada, batalha de curta distância, demolição e tiro. Se for aprovado, o candidato receberá o "clarim" da boina.
- Curso básico de paraquedismo (2 semanas)[1]
- Curso de combate aquático (2 semanas)[1]

Aproximadamente 10% dos candidatos concluem com sucesso o programa e tornam-se membros efetivos do Jægerkorpset. Um Jaeger com treinamento concluído continua na ala para treinamento individual durante seu primeiro ano (um estágio). Durante este tempo, eles receberão treinamento de Operações de Paraquedas em Alta Altitude (HAPO) em Alta Altitude-Baixa Abertura (HALO) e Abertura em Alta Altitude (HAHO), treinamento ambiental (deserto e inverno), treinamento de infiltração avançada (montanha, veículo não-prático, esqui e helicóptero), obter a certificação Joint Terminal Attack Controller (JTAC) e obter habilidades de comunicação adicionais. Os novos membros do Jægerkorpset também aprendem um sistema de combate corpo a corpo chamado de combate MTM, que foi desenvolvido em 1992 por Peter Hedegaard em colaboração com dois dos próprios instrutores de combate corpo a corpo do próprio Jægerkorpset.

## Insígnia e Status
O Jægerkorpset usa uma boina marrom com um emblema de latão, representando a corneta de um caçador em um forro de feltro preto. Após um ano de serviço satisfatório e treinamento no corpo, o usuário recebe o patch de ombro "JÆGER" e o direito de ser chamado por este nome. A insígnia da unidade apresenta um chifre de caça de sua origem como caçadores e lenhadores.
O lema, em latim, "Plus Esse Quam Simultatur", que pode ser traduzido como "mais vale ser do que parecer", demonstra que as capacidades de um Jaeger não precisam ser amplamente reconhecidas ou alardeadas, já que eles só serão mais eficazes se forem desconhecidos.

## Formação Conjunta Internacional
Como a maioria das Forças de Operações Especiais do ocidente, os Jaegers participam regularmente de operações de treinamento conjuntas com outras forças especiais da OTAN. Esses exercícios incluem patrulhas de reconhecimento em toda a Europa, treinamento de sobrevivência no ártico, técnicas de inserção de helicópteros, técnicas de inserção de paraquedas, treinamento de resgate de reféns, treinamento de Apoio Aéreo Aproximado, treinamento médico e outras habilidades específicas de operações especiais.
Dentre as unidades que praticam treinamento regular com os Jaegers, estão:
- Forças Especiais do Exército dos Estados Unidos
- United States Navy SEALs
- United States Navy SEALs
- Delta Force
- Serviço Aéreo Especial
- Forsvarets Spesialkommando
- Särskilda operationsgruppen
- Kommando Spezialkräfte
- 193º Batalhão de Rangers
- Comando de Operações Especiais da Holanda
- Regimento de Operações Especiais

## Jaegersfamosos
- Poul Kjeld Larsen: Jaeger Nº1, co-fundador e primeiro comandante do Corpo
- Jørgen Lyng: Jaeger Nº2, co-fundador, primeiro chefe-executivo do Corpo e, posteriormente, Chefe de Defesa da Dinamarca.
- René Brink Jakobsen: Jaeger Nº353, primeiro e único Jaeger morto em combate.[4]